# Johannes Wessels (Physiker)

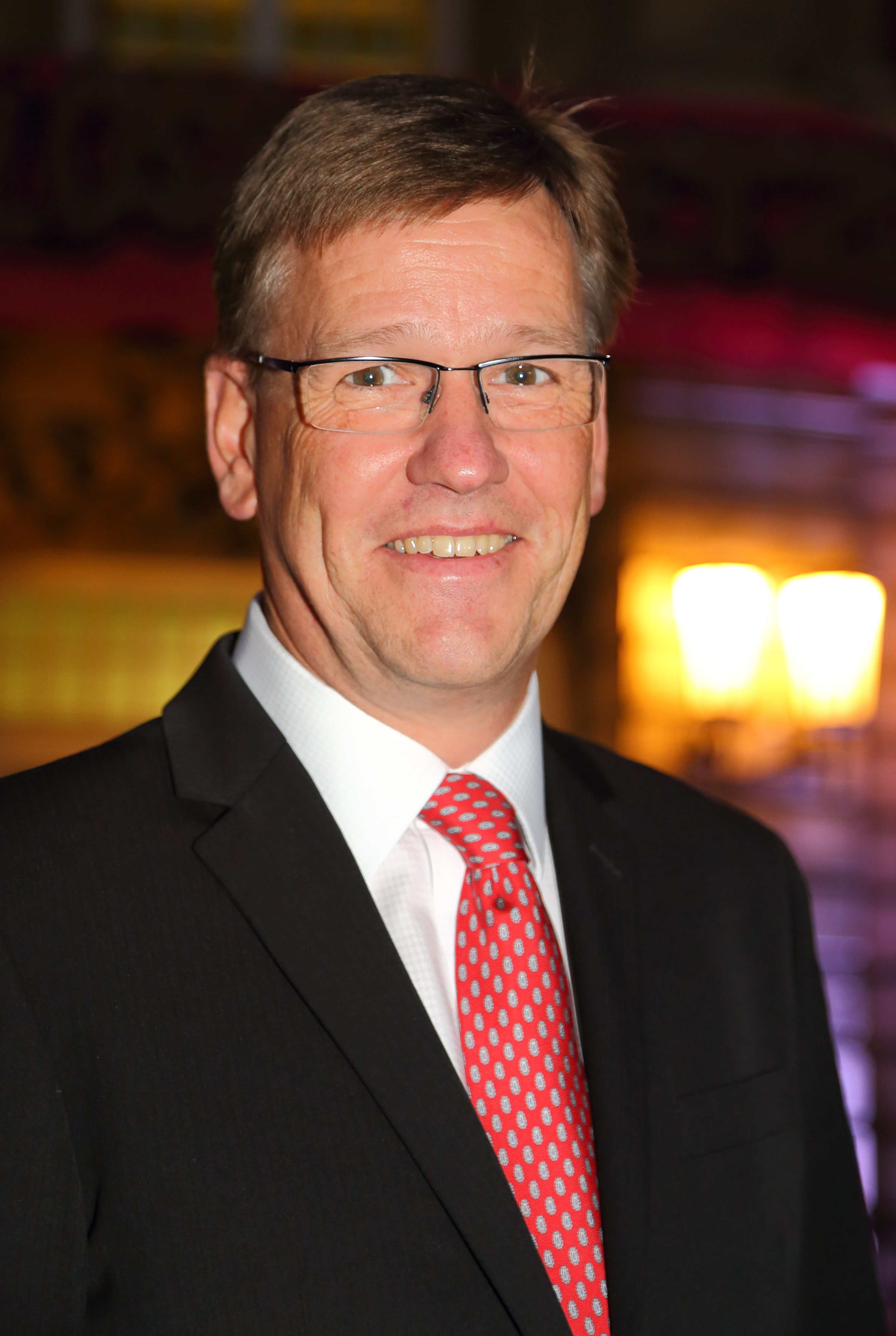
Johannes Wessels (2016)

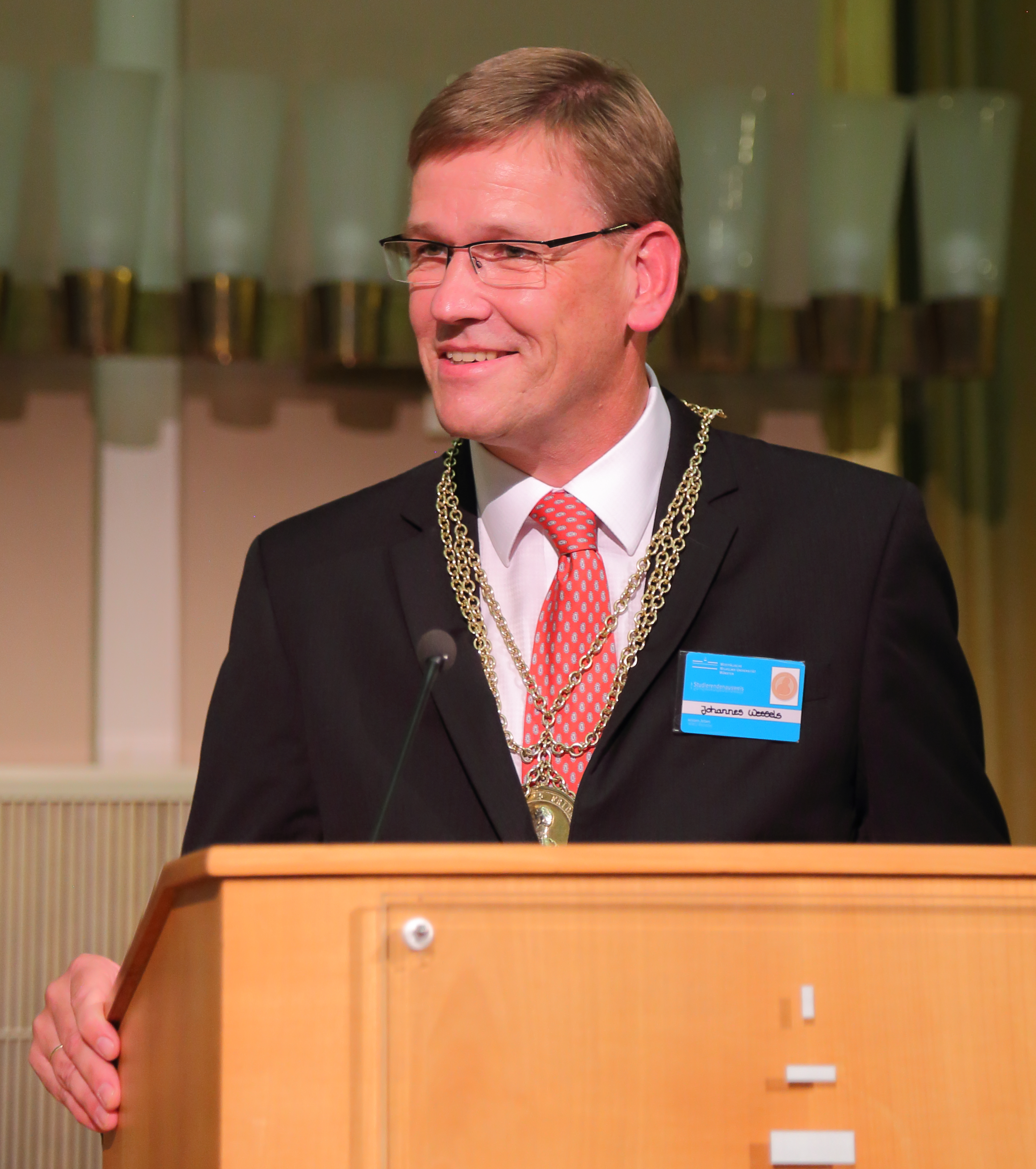
Johannes Wessels am 6. Oktober 2016 während seiner Rede als neuer Rektor der Westfälischen Wilhelms-Universität (WWU).

Johannes Peter Wessels (* 1. April 1962 in Bremen) ist ein deutscher Physiker. Er ist Rektor der Universität Münster. Seine wissenschaftlichen Arbeitsschwerpunkte sind  Schwerionenphysik, Detektorentwicklung und medizinische Bildgebung.

## Leben
Johannes Wessels studierte von 1981 bis 1986 Physik an der Universität Heidelberg. 1990 folgte die Promotion zum Dr. rer. nat. an der Universität Heidelberg und der Gesellschaft für Schwerionenforschung, Darmstadt, wo er von 1991 bis 1993 als Postdoktorand forschte.
Von 1993 bis 1996 war Johannes Wessels als Assistant Professor an der State University of New York at Stony Brook tätig. Anschließend war er bis 2001 als Hochschulassistent (C1) erneut an der Universität Heidelberg. Während dieser Zeit arbeitete er unter anderem am CERES/NA45-Experiment am CERN mit.
2003 wurde er als C4-Professor an den Fachbereich Physik der Westfälischen Wilhelms-Universität Münster berufen, von 2006 bis 2010 war er Dekan des Fachbereichs.
Von 2010 bis 2016 war er Sprecher des Fachverbandes Hadronen und Kerne der Deutschen Physikalischen Gesellschaft. Von 2011 bis 2016 war er stellvertretender Sprecher des ALICE-Experiments am CERN.
Seit 1. Oktober 2016 ist Johannes Wessels Rektor der Universität Münster. Er folgte in diesem Amt auf Ursula Nelles. 2018 wurde Wessels vom Deutschen Hochschulverband zum Rektor des Jahres gewählt. Seit 2019 ist er Mitglied des Scientific Policy Committee am CERN. Seit Oktober 2022 ist Johannes Wessels Vorsitzender der Landesrektorenkonferenz Nordrhein-Westfalen.

## Wirken
Johannes P. Wessels ist an verschiedenen führenden Experimenten der Schwerionenphysik wie ALICE am CERN in Genf und PHENIX am Brookhaven National Laboratory auf Long Island beteiligt. Weitere Forschungsaktivitäten betreffen die Entwicklung neuer Detektoren beispielsweise für das zukünftige CBM-Experiment am Internationalen Beschleunigerzentrum FAIR am GSI Helmholtzzentrum für Schwerionenforschung oder für medizinische Anwendungen (Positronen-Emissions-Tomographie).